# Stelletta radicifera
Stelletta radicifera är en svampdjursart som beskrevs av Wilson 1925. Stelletta radicifera ingår i släktet Stelletta och familjen Ancorinidae. Utöver nominatformen finns också underarten S. r. robusta.